# Costa Ricas stensfærer
Costa Ricas stensfærer (eller Costa Ricas stenkugler) er en samling af over trehundreder stenkugler i Costa Rica, beliggende ved Diquís Delta og på øen Isla del Caño. Lokalt er de kendte som Las Bolas. Kuglerne henføres normalt til den uddøde Diquikultur og omtales sommetider som Diquís-sfærer. Stensfærerne er de bedste kendte stenskulpturer fra Isthmo-Colombianområdet. Stenmaterialet som de fleste af kuglerne er hugget ud af er gabbro.
Palmar Sur Archeological Excavations er en række udgravninger af et fundsted beliggende i Costa Ricas sydlige del, kendt som Diquís Delta. Udgravningerne er blevet indtegnet på et sted kaldet "Farm 6", hvilken dateres til Aguas Buenas Perioden (år 300-800) og Chiriquí Perioden (800-1550).
I juni 2014 blev Unescos liste over verdensarvssteder udvidet med Stone Spheres of the Diquis Precolumbian Chiefdom.